# Hypena telemonalis
Hypena telemonalis är en fjärilsart som beskrevs av Walker 1859. Hypena telemonalis ingår i släktet Hypena och familjen nattflyn. Inga underarter finns listade i Catalogue of Life.